# Johann Bauhin

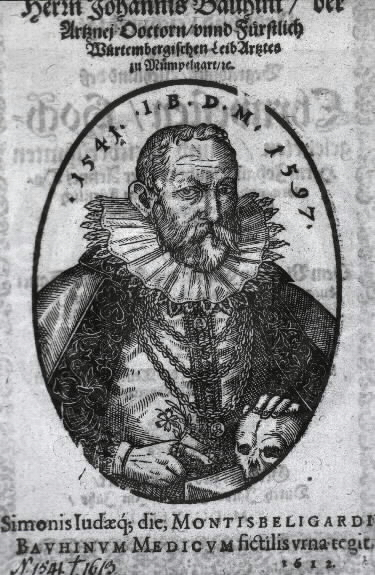
Jean Bauhin.

Johann (or Jean) Bauhin (1541–1613) là một nhà thực vật học Thụy Sĩ.
Ông học thực vật học tại Tübingen và là học trò của Leonhart Fuchs (1501–1566). Sau đó ông đi du lịch cùng với Conrad Gessner, rồi ông thực hành y khoa tại Basel, nơi ông được bầu làm giáo sư hùng biện vào năm 1566. Bốn năm sau ông được mời trở thành bác sĩ của Công tước Frederick I của Württemberg tại Montbéliard, nơi ông sinh sống suốt quãng đời còn lại. Ông dành phần lớn cuộc đời của mình của mình cống hiến cho thực vật học. Công trình đồ sộ của ông, Historia plantarum universalis, là một bộ tài liệu về tất cả kiến thức được biết đến trong thực vật học, vẫn chưa được hoàn thành cho tới khi ông mất, nhưng lại được xuất bản ở Yverdon vào năm 1650–1651.
Bauhin đã trồng một số khu vườn thực vật và cũng thu thập nhiều loài thực vật trong chuyến đi của mình.  Năm 1591, ông xuất bản một danh sách các loài thực vật được đặt theo tên của các vị thánh được gọi là  De Plantis a Divis Sanctisve Nomen Habentibus .
Ông là con của bác sĩ Jean Bauhin và là anh của bác sĩ và nhà thực vật học Gaspard Bauhin.
Carolus Linnaeus đã đặt tên chi Bauhinia (họ Caesalpiniaceae để vinh danh anh em Johann và Gaspard Bauhin.

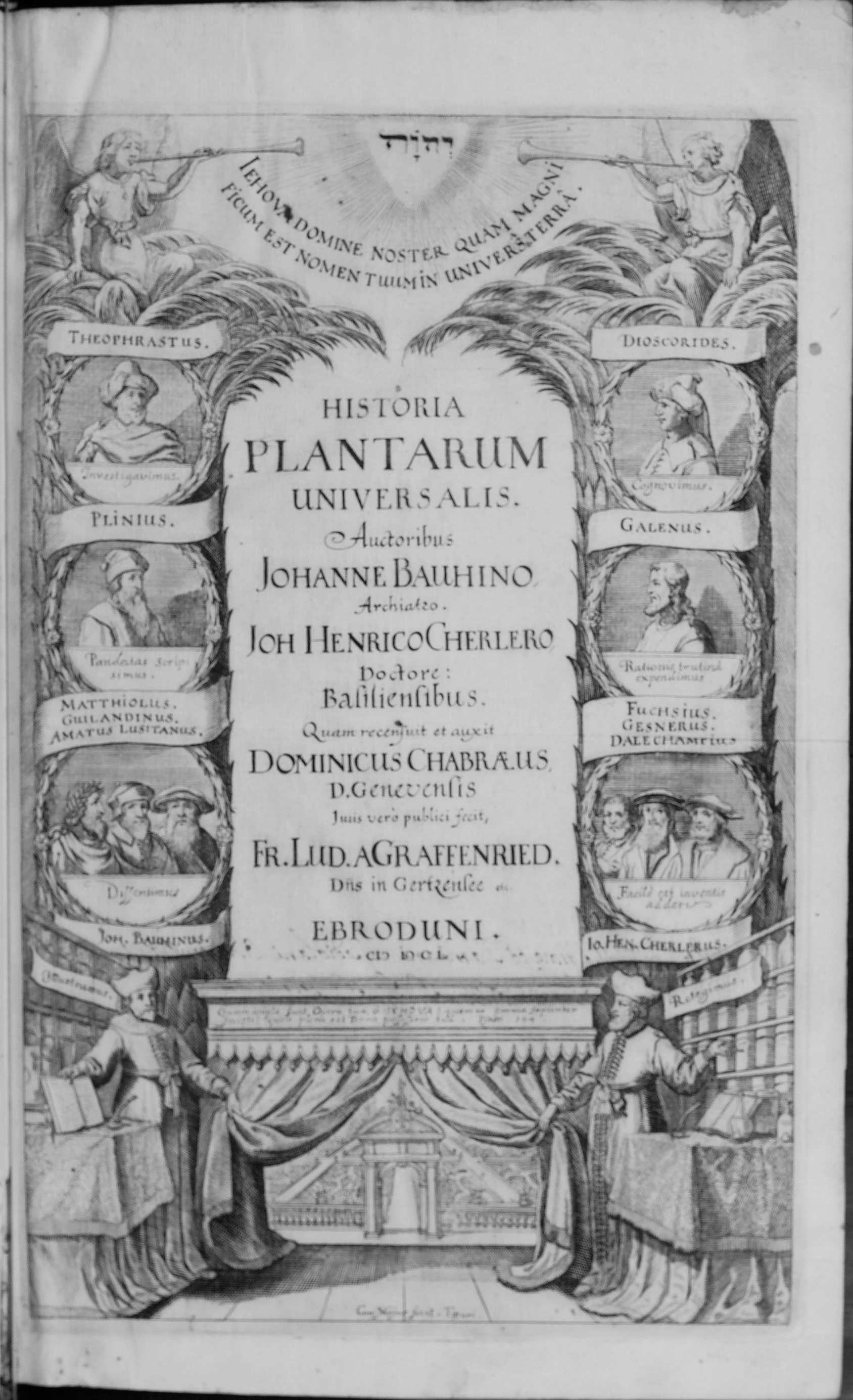
Historia plantarum universalis, 1650